# Isothecium molle
Isothecium molle là một loài rêu trong họ Brachytheciaceae. Loài này được Hedw. Mitt. mô tả khoa học đầu tiên năm 1856.